# BNP Paribas Open 2017
BNP Paribas Open 2017 (також відомий під назвою Мастерс Індіан-Веллс 2017) — професійний тенісний турнір, що проходив на відкритих кортах з твердим покриттям Indian Wells Tennis Garden в Індіан-Веллсі (США). Це був 44-й за ліком турнір серед чоловіків і 29-й - серед жінок. Належав до категорії Мастерс у рамках Туру ATP 2017 і серії Premier Mandatory в рамках Туру WTA 2017. Тривав з 6 до 19 березня 2017 року.

## Очки і призові

### Нарахування очок
| Дисципліна                 | П    | Ф   | ПФ  | ЧФ  | 1/8 | 1/16 | 1/32 | 1/64 | Q   | Q2  | Q1  |
| Одиночний розряд, чоловіки | 1000 | 600 | 360 | 180 | 90  | 45   | 25*  | 10   | 16  | 8   | 0   |
| Парний розряд, чоловіки    | 1000 | 600 | 360 | 180 | 90  | 0    | Н/Д  | Н/Д  | Н/Д | Н/Д | Н/Д |
| Одиночний розряд, жінки    | 1000 | 650 | 390 | 215 | 120 | 65   | 35*  | 10   | 30  | 20  | 2   |
| Парний розряд, жінки       | 1000 | 650 | 390 | 215 | 120 | 10   | Н/Д  | Н/Д  | Н/Д | Н/Д | Н/Д |

- Гравці, що починають боротьбу з другого кола, отримують очки і за перше коло.

### Призові гроші
| Дисципліна                 | П          | F        | ПФ       | ЧФ       | 1/8     | 1/16    | 1/32    | 1/64    | Q2     | Q1     |
| Чоловіки, одиночний розряд | $1,175,505 | $573,680 | $287,515 | $146,575 | $77,265 | $41,350 | $22,325 | $13,690 | $4,075 | $2,085 |
| Жінки, одиночний розряд    | $1,175,505 | $573,680 | $287,515 | $146,575 | $77,265 | $41,350 | $22,325 | $13,690 | $4,075 | $2,085 |
| Чоловіки, парний розряд    | $385,170   | $187,970 | $94,220  | $48,010  | $25,320 | $13,550 | Н/Д     | Н/Д     | Н/Д    | Н/Д    |
| Жінки, парний розряд       | $385,170   | $187,970 | $94,220  | $48,010  | $25,320 | $13,550 | Н/Д     | Н/Д     | Н/Д    | Н/Д    |

## Учасники основної сітки в рамках чоловічого турніру

### Сіяні учасники
Нижче подано список сіяних гравців. Рейтинг і посів визначено на основі рейтингу ATP станом на 6 березня 2017.
| Сіяний | Рейтинг | Гравець                 | Очки перед | Очки, що захищає | Очки здобуті | Очки після | Підсумок                                            |
| ------ | ------- | ----------------------- | ---------- | ---------------- | ------------ | ---------- | --------------------------------------------------- |
| 1      | 1       | Енді Маррей             | 12,040     | 45               | 10           | 12,005     | 2-ге коло, його переміг Вашек Поспішил [Q]          |
| 2      | 2       | Новак Джокович          | 9,825      | 1,000            | 90           | 8,915      | 4 коло, його переміг Нік Киріос [15]                |
| 3      | 3       | Стен Вавринка           | 5,195      | 90               | 600          | 5,705      | Фіналіст, його переміг Роджер Федерер [9]           |
| 4      | 5       | Кей Нісікорі            | 4,730      | 180              | 180          | 4,730      | чвертьфінал, його переміг Джек Сок [17]             |
| 5      | 6       | Рафаель Надаль          | 4,415      | 360              | 90           | 4,145      | 4 коло, його переміг Роджер Федерер [9]             |
| 6      | 7       | Марин Чилич             | 3,590      | 180              | 10           | 3,420      | 2-ге коло, його переміг Тейлор Фріц [WC]            |
| 7      | 8       | Жо-Вілфрід Тсонга       | 3,480      | 180              | 10           | 3,310      | 2-ге коло, його переміг Фабіо Фоніні                |
| 8      | 9       | Домінік Тім             | 3,375      | 90               | 180          | 3,465      | чвертьфінал, його переміг Стен Вавринка [3]         |
| 9      | 10      | Роджер Федерер          | 3,305      | 0                | 1,000        | 4,305      | Чемпіон, — Стен Вавринка [3]                        |
| 10     | 11      | Гаель Монфіс            | 3,280      | 180              | 90           | 3,190      | 4 коло, його переміг Домінік Тім [8]                |
| 11     | 12      | Давід Ґоффен            | 3,245      | 360              | 90           | 2,975      | 4 коло, його переміг Пабло Куевас [27]              |
| 12     | 13      | Григор Димитров         | 2,925      | 10               | 45           | 2,960      | 3 коло, його переміг Джек Сок [17]                  |
| 13     | 14      | Томаш Бердих            | 2,835      | 90               | 45           | 2,790      | 3 коло, його переміг Йосіхіто Нісіока [LL]          |
| 14     | 15      | Люка Пуй                | 2,421      | 10               | 45           | 2,456      | 3 коло, його переміг Дональд Янг                    |
| 15     | 16      | Нік Киріос              | 2,255      | 10               | 180          | 2,425      | чвертьфінал, знявся через хворобу                   |
| 16     | 17      | Роберто Баутіста Аґут   | 2,190      | 45               | 45           | 2,190      | 3 коло, знявся через травму живота                  |
| 17     | 18      | Джек Сок                | 2,060      | 45               | 360          | 2,375      | півфінал, його переміг Роджер Федерер [9]           |
| 18     | 20      | Олександр Звєрєв        | 1,895      | 90               | 45           | 1,850      | 3 коло, його переміг Нік Киріос [15]                |
| 19     | 21      | Іво Карлович            | 1,875      | 45               | 10           | 1,840      | 2-ге коло, його переміг Йосіхіто Нісіока [LL]       |
| 20     | 22      | Джон Ізнер              | 1,760      | 90               | 45           | 1,715      | 3 коло, його переміг Гаель Монфіс [10]              |
| 21     | 23      | Пабло Карреньо Буста    | 1,690      | 25               | 360          | 2,025      | півфінал, його переміг Стен Вавринка [3]            |
| 22     | 24      | Альберт Рамос Віньйолас | 1,640      | 45               | 45           | 1,640      | 3 коло, його переміг Давід Ґоффен [11]              |
| 23     | 26      | Сем Кверрі              | 1,480      | 45               | 10           | 1,445      | 2-ге коло, його переміг Дональд Янг                 |
| 24     | 27      | Стів Джонсон            | 1,415      | 45               | 45           | 1,415      | 3 коло, його переміг Роджер Федерер [9]             |
| 25     | 28      | Жіль Мюллер             | 1,370      | 25               | 45           | 1,390      | 3 коло, його переміг Кей Нісікорі [4]               |
| 26     | 29      | Фернандо Вердаско       | 1,325      | 45               | 45           | 1,325      | 3 коло, його переміг Рафаель Надаль [5]             |
| 27     | 30      | Пабло Куевас            | 1,290      | 10               | 180          | 1,460      | чвертьфінал, його переміг Пабло Карреньо Буста [21] |
| 28     | 31      | Філіпп Кольшрайбер      | 1,270      | 45               | 45           | 1,270      | 3 коло, його переміг Стен Вавринка [3]              |
| 29     | 33      | Міша Зверєв             | 1,216      | 10               | 45           | 1,251      | 3 коло, його переміг Домінік Тім [8]                |
| 30     | 34      | Фелісіано Лопес         | 1,170      | 90               | 10           | 1,090      | 2-ге коло, його переміг Душан Лайович [Q]           |
| 31     | 35      | Хуан Мартін дель Потро  | 1,155      | 25               | 45           | 1,175      | 3 коло, його переміг Новак Джокович [2]             |
| 32     | 36      | Марсель Гранольєрс      | 1,113      | 150              | 10           | 973        | 2-ге коло, його переміг Малік Джазірі               |

### Інші учасники
Нижче наведено учасників, які отримали вайлдкард на участь в основній сітці:
- Бйорн Фратанджело
- Тейлор Фріц
- Стефан Козлов
- Рейллі Опелка
- Френсіс Тіафо

Такі учасники отримали право на участь завдяки захищеному рейтингові:
- Томмі Робредо
- Дмитро Турсунов

Нижче наведено гравців, які пробились в основну сітку через стадію кваліфікації:
- Раду Албот
- Ніколоз Басілашвілі
- Жульєн Беннето
- Маріус Копіл
- Федеріко Гайо
- Сантьяго Хіральдо
- Петер Гойовчик
- Даріан Кінг
- Генрі Лааксонен
- Душан Лайович
- Вашек Поспішил
- Еліяс Імер

Такі тенісисти потрапили в основну сітку як Щасливі лузери:
- Михайло Кукушкін
- Йосіхіто Нісіока

### Відмовились від участі
До початку турніру
- Ніколас Альмагро → його замінив  Кевін Андерсон
- Маркос Багдатіс → його замінив  Костянтин Кравчук
- Стів Дарсіс → його замінив  Ренцо Оліво
- Давид Феррер (Achilles tendon injury) → його замінив  Дональд Янг
- Рішар Гаске (appendicitis) → його замінив  Йосіхіто Нісіока
- Поль-Анрі Матьє (birth of child) → його замінив  Тьяго Монтейро
- Флоріан Маєр → його замінив  Гвідо Пелья
- Мілош Раоніч (hamstring injury) → його замінив  Михайло Кукушкін
- Жиль Сімон → його замінив  Раян Гаррісон

Під час турніру
- Роберто Баутіста Аґут
- Нік Киріос

### Знялись
- Олександр Долгополов
- Джордан Томпсон

## Учасники основної сітки в парному розряді

### Сіяні пари
| Країна          | Гравець         | Країна    | Гравець            | Рейтинг1 | Сіяний |
| --------------- | --------------- | --------- | ------------------ | -------- | ------ |
| Франція         | П'єр-Юг Ербер   | Франція   | Ніколя Маю         | 3        | 1      |
| США             | Боб Браян       | США       | Майк Браян         | 6        | 2      |
| Фінляндія       | Генрі Контінен  | Австралія | Джон Пірс          | 11       | 3      |
| Велика Британія | Джеймі Маррей   | Бразилія  | Бруно Соарес       | 15       | 4      |
| Іспанія         | Фелісіано Лопес | Іспанія   | Марк Лопес         | 23       | 5      |
| ПАР             | Равен Класен    | США       | Ражів Рам          | 27       | 6      |
| Хорватія        | Іван Додіг      | Іспанія   | Марсель Гранольєрс | 28       | 7      |
| Польща          | Лукаш Кубот     | Бразилія  | Марсело Мело       | 30       | 8      |

- 1 Рейтинг подано станом на 6 березня 2017.

### Інші учасники
Нижче наведено пари, які отримали вайлдкард на участь в основній сітці:
- Хуан Мартін дель Потро /  Леандер Паес
- Нік Киріос /  Ненад Зімоньїч

Наведені нижче пари отримали місце як заміна:
- Бенуа Пер /  Майкл Венус

### Відмовились від участі
До початку турніру
- Жо-Вілфрід Тсонга (травма ступні)

Під час турніру
- Роберто Баутіста Аґут

## Учасниці основної сітки в рамках жіночого турніру

### Сіяні учасниці
Нижче подано список сіяних гравчинь. Посів визначено на основі рейтингу WTA станом на 27 лютого 2017. Рейтинг і очки перед наведено на 6 березня 2017.
| Сіяна | Рейтинг | Гравчиня               | Очки перед | Очки, що захищає | Очки здобуті | Очки після | Підсумок                                           |
| ----- | ------- | ---------------------- | ---------- | ---------------- | ------------ | ---------- | -------------------------------------------------- |
| 1     | 1       | Серена Вільямс         | 7,780      | 650              | 0            | 7,130      | знялась через травму лівого коліна                 |
| 2     | 2       | Анджелік Кербер        | 7,405      | 10               | 120          | 7,515      | 4 коло, її перемогла Олена Весніна [14]            |
| 3     | 3       | Кароліна Плішкова      | 5,640      | 390              | 390          | 5,640      | півфінал, її перемогла Світлана Кузнецова [8]      |
| 4     | 4       | Сімона Халеп           | 5,172      | 215              | 65           | 5,022      | 3 коло, її перемогла Крістіна Младенович [28]      |
| 5     | 5       | Домініка Цібулкова     | 5,075      | 35               | 120          | 5,160      | 4 коло, її перемогла Анастасія Павлюченкова [19]   |
| 6     | 6       | Агнешка Радванська     | 4,670      | 390              | 65           | 4,345      | 3 коло, її перемогла Пен Шуай [Q]                  |
| 7     | 7       | Гарбінє Мугуруса       | 4,585      | 10               | 215          | 4,790      | чвертьфінал, її перемогла Кароліна Плішкова [3]    |
| 8     | 8       | Світлана Кузнецова     | 3,915      | 10               | 650          | 4,555      | Фіналістка, її перемогла Олена Весніна [14]        |
| 9     | 9       | Медісон Кіз            | 3,897      | 10               | 120          | 4,007      | 4 коло, її перемогла Каролін Возняцкі [13]         |
| 10    | 10      | Еліна Світоліна        | 3,795      | 65               | 120          | 3,850      | 4 коло, її перемогла Гарбінє Мугуруса [7]          |
| 11    | 11      | Джоанна Конта          | 3,600      | 120              | 65           | 3,545      | 3 коло, її перемогла Каролін Гарсія [21]           |
| 12    | 13      | Вінус Вільямс          | 3,280      | 10               | 215          | 3,485      | чвертьфінал, її перемогла Олена Весніна [14]       |
| 13    | 14      | Каролін Возняцкі       | 3,020      | 10               | 215          | 3,225      | чвертьфінал, її перемогла Крістіна Младенович [28] |
| 14    | 15      | Олена Весніна          | 2,340      | 20               | 1,000        | 3,320      | Чемпіонка, — Світлана Кузнецова [8]                |
| 15    | 16      | Тімеа Бачинскі         | 2,303      | 120              | 120          | 2,303      | 4 коло знялася проти Кароліна Плішкова [3]         |
| 16    | 18      | Саманта Стосур         | 2,120      | 120              | 10           | 2,010      | 2-ге коло, її перемогла Юлія Гергес                |
| 17    | 19      | Барбора Стрицова       | 2,050      | 120              | 65           | 1,995      | 3 коло, її перемогла Анастасія Павлюченкова [19]   |
| 18    | 20      | Кікі Бертенс           | 1,939      | 45               | 66           | 1,960      | 3 коло, її перемогла Тімеа Бачинскі [15]           |
| 19    | 21      | Анастасія Павлюченкова | 1,936      | 10               | 215          | 2,141      | чвертьфінал, її перемогла Світлана Кузнецова [8]   |
| 20    | 22      | Коко Вандевей          | 1,933      | 65               | 10           | 1,878      | 2-ге коло, її перемогла Луціє Шафарова             |
| 21    | 25      | Каролін Гарсія         | 1,705      | 10               | 120          | 1,815      | 4 коло, її перемогла Світлана Кузнецова [8]        |
| 22    | 23      | Анастасія Севастова    | 1,735      | 20               | 10           | 1,725      | 2-ге коло, її перемогла Лорен Девіс                |
| 23    | 24      | Карла Суарес Наварро   | 1,726      | 0                | 10           | 1,736      | 2-ге коло, її перемогла Катерина Сінякова          |
| 24    | 27      | Дарія Гаврилова        | 1,660      | 10               | 65           | 1,715      | 3 коло, її перемогла Еліна Світоліна [10]          |
| 25    | 28      | Тімеа Бабош            | 1,620      | 10               | 65           | 1,675      | 3 коло, її перемогла Олена Весніна [14]            |
| 26    | 29      | Роберта Вінчі          | 1,590      | 120              | 65           | 1,535      | 3 коло, її перемогла Світлана Кузнецова [8]        |
| 27    | 31      | Юлія Путінцева         | 1,580      | 65               | 10           | 1,525      | 2-ге коло, її перемогла Полін Пармантьє            |
| 28    | 26      | Крістіна Младенович    | 1,700      | 10               | 390          | 2,080      | півфінал, її перемогла Олена Весніна [14]          |
| 29    | 32      | Ірина-Камелія Бегу     | 1,562      | 10               | 65           | 1,617      | 3 коло, її перемогла Кароліна Плішкова [3]         |
| 30    | 34      | Ч Шуай                 | 1,535      | 65               | 10           | 1,480      | 2-ге коло, її перемогла Наомі Осака                |
| 31    | 33      | Ана Конюх              | 1,546      | 29               | 10           | 1,527      | 2-ге коло, її перемогла Пен Шуай [Q]               |
| 32    | 30      | Міряна Лучич-Бароні    | 1,589      | 10               | 10           | 1,589      | 2-ге коло, її перемогла Кейла Дей [WC]             |
| 33    | 35      | Дарія Касаткіна        | 1,490      | 215              | 10           | 1,285      | 2-ге коло, її перемогла Крістина Плішкова          |

### Інші учасниці
Нижче наведено учасниць, які отримали вайлдкард на участь в основній сітці:
- Дженніфер Брейді
- Деніелл Коллінз
- Ірина Фалконі
- Кейла Дей
- Ніколь Гіббс
- Бетані Маттек-Сендс
- Тейлор Таунсенд
- Донна Векич

Учасниця, що потрапила в основну сітку завдяки захищеному рентингові:
- Айла Томлянович

Нижче наведено гравчинь, які пробились в основну сітку через стадію кваліфікації:
- Мона Бартель
- Маріана дуке-Маріньйо
- Анетт Контавейт
- Варвара Лепченко
- Магда Лінетт
- Татьяна Марія
- Менді Мінелла
- Одзакі Ріса
- Пен Шуай
- Франческа Ск'явоне
- Сара Соррібес Тормо
- Патрісія Марія Тіг

Як щасливий лузер в основну сітку потрапили такі гравчині:
- Євгенія Родіна

### Відмовились від участі
До початку турніру
- Вікторія Азаренко (материнство) → її замінила  Ваня Кінґ
- Алізе Корне (torn pectoral) → її замінила  Гезер Вотсон
- Анна-Лена Фрідзам → її замінила  Сорана Кирстя
- Карін Кнапп → її замінила  Міряна Лучич-Бароні
- Петра Квітова (ножове поранення) → її замінила  Айла Томлянович
- Слоун Стівенс (операція на ступні) → її замінила  Курумі Нара
- Серена Вільямс (травма коліна) → її замінила  Євгенія Родіна

### Знялись
- Тімеа Бачинскі
- Ваня Кінґ

## Учасниці основної сітки в парному розряді

### Сіяні пари
| Країна            | Гравчиня            | Країна    | Гравчиня           | Рейтинг1 | Сіяна |
| ----------------- | ------------------- | --------- | ------------------ | -------- | ----- |
| США               | Бетані Маттек-Сендс | Чехія     | Луціє Шафарова     | 3        | 1     |
| Росія             | Катерина Макарова   | Росія     | Олена Весніна      | 11       | 2     |
| Франція           | Каролін Гарсія      | Чехія     | Кароліна Плішкова  | 17       | 3     |
| Індія             | Саня Мірза          | Чехія     | Барбора Стрицова   | 19       | 4     |
| Чехія             | Андреа Главачкова   | КНР       | Пен Шуай           | 22       | 5     |
| Китайський Тайбей | Чжань Юнжань        | Швейцарія | Мартіна Хінгіс     | 24       | 6     |
| США               | Ваня Кінґ           | Казахстан | Ярослава Шведова   | 35       | 7     |
| США               | Абігейл Спірс       | Словенія  | Катарина Среботнік | 40       | 8     |

- 1 Рейтинг подано станом на 27 лютого 2017.

### Інші учасниці
Нижче наведено пари, які отримали вайлдкард на участь в основній сітці:
- Ешлі Барті /  Кейсі Деллаква
- Каролін Гарсія /  Кароліна Плішкова
- Шелбі Роджерс /  Коко Вандевей

## Переможці та фіналісти

### Одиночний розряд, чоловіки
- Роджер Федерер —  Стен Вавринка, 6–4, 7–5

### Одиночний розряд, жінки
- Олена Весніна —  Світлана Кузнецова, 6−7(6−8), 7−5, 6−4

### Парний розряд, чоловіки
- Равен Класен /  Ражів Рам —  Лукаш Кубот /  Марсело Мело, 6–7(1–7), 6–4, [10–8]

### Парний розряд, жінки
- Чжань Юнжань /  Мартіна Хінгіс —  Луціє Градецька /  Катерина Сінякова, 7–6(7–4), 6–2